# Укі

У́кі (яп. 宇城市, うきし, МФА: [ukʲi ɕi̥]?) — місто в Японії, в префектурі Кумамото.     Отримало статус міста 2005 року. Площа становить 188,56 км². Станом на 1 серпня 2011 року населення складало 61 445  осіб, густота населення — 326 осіб/км².     

## Історія
Укі отримало статус міста 15 січня 2005 року.